# Дженаї (Зоряна брама)
Дженаї (англ. Genii) — вигадана людська цивілізація в телесеріалі Зоряна брама: Атлантида, яка живе в галактиці Пегас. На поверхні Дженаї виглядають мирними селянами, які нагадують громади амішів. Насправді Дженаї — розвинута, мілітаристська культура, чий технологічний рівень приблизно дорівнює земному в 1950-х рр.
Назва цивілізації може служити відсиланням до геніїв (лат. Genius loci) — духів-покровителів в давньоримській міфології — або ж до джина зі східних легендарно-казкових циклів. Також, можливо, їхня назва побудована на грі слів Genius-Генії-Genii.

## Історія

### До зустрічі з Тау'рі
Приблизно тисячу років тому Дженаї були центром великої багатопланетної конфедерації. Однак, коли Рейфи стали домінуючим видом в галактиці Пегас, останні почали знищувати всі розвинуті цивілізації, які в майбутньому могли б стати загрозою для їхнього панування. Ці дії з боку Рейфів привели Дженаїв до вимирання. Предки Дженаїв вирішили сховатися у підземних бункерах, які були спочатку створені для укриття під час воєн. Саме в цих бункерах невелика частина Дженаї змогла врятуватися і пережити наліт Рейфів. Там же Дженаї розробляють свої технології.
Багато поколінь тому, під час чергового нальоту, Дженаї збили Стрілу Рейфів. Хоча це коштувало Дженаям багатьох життів, здатність чинити опір дала Дженаям надію. У цій Стрілі був пристрій зберігання інформації Рейфів, що дозволило Дженаям вивчити технології ворога і почати будувати плани атаки. Дженаї намагалися удосконалити свою ядерну зброю, поки Рейфи були в сплячці. І хоча вони могли виробляти плутоній, не були здатні удосконалити механізм вибуху.

### Контакти з Тау'рі
Коли продовольство експедиції Тау'рі в Атлантиді почало закінчуватися, вони змушені шукати торгових партнерів. Покладаючись на Атозіанців, команда на чолі з Джоном Шеппардом вирушила через зоряні брами на планету Дженаїв, щоб почати переговори. Коли Родні Маккей виявив вхід у підземний бункер і дізнався правду про подвійне життя Дженаїв, команді пригрозив смертю лідер Коен. Однак Шеппард переконав його, що їхнім єдиним ворогом є Рейфи, тому варто укласти союз, нападати один на одного немає сенсу.
З двох рас сформований розвідзагін і відправлений на стрибуні на корабель-вулик, щоб захопити дані про флот Рейфів. Хоча місія виявилася успішною і дані викрадені, один із солдатів Дженаїв залишений на вулику, Дженаї вважали, що Тейла Еммаган відповідальна за його загибель. Дженаї зрадили команду Тау'рі та вирішили відібрати у них всі запаси С-4, Стрибун, що могли б допомогти їм у завданні поразки Рейфам. Команда Атлантиди передбачила такий поворот подій і прибула з двома замаскованими стрибунами, перестрахувавшись. Шеппард і його команда змогли піти назад в Атлантиду, вкрадені дані про Рейфів забрані як плата.
Після цього Дженаї і експедиція вважають себе ворогами. Коли Атлантиді погрожував потужний шторм, більша частина персоналу евакуйована на Манар, Дженаї спробували захопити місто. Двоє солдатів Тау'рі вбиті, місто майже зруйновано, зрештою Дженаї зазнали невдачі. Під час облоги Дженаї втратили понад шістдесят людей.
Кілька місяців потому команді Шеппарда знову протистояли Дженаї. Під час пошуку МНТ на планеті Даган команда захоплена Акастусом Колею, який також командував командою, що намагалася захопити Атлантиду раніше. Тільки після того, як МНТ знайдений, земляни змогли звільнитися. Шеппард дозволив Колі втекти, хоча пообіцяв, що наступного разу він його вб'є.

### Розрядка та зміна влади
Рейфи виявили та напали на світ Дженаїв. До цього часу їхня ядерна зброя була в робочому стані, дженаївські вчені змогли створити прототип ядерної зброї, проте не було способу доставити його на кораблі ворога. Сотні життів втрачені на поверхні, тисячам вдалося вижити під землею.
Через шість днів на Атлантиду напали два кораблі-вулика Рейфів (третій знищений бойовим супутником Древніх, активованим доктором МакКеєм), в Експедиції не було зброї проти них. Доктор Вейр домовилася з лідерами Дженаїв про отримання двох ядерних боєголовок від них, оскільки Дженаям хотілося перевірити їх у справі. Одна з них змогла знищити корабель-вулик.
Коли Лейдон Радім зробив переворот у дженаївському суспільстві, убивши Коена, зв'язки між Дженаями та Тау'рі помітно потеплішали, в основному через медичну допомогу, наданої медиками з Землі багатьом представникам Дженаїв, включаючи сестру Радіма, які страждали отруєнням радіацією.
Лейдон і його новий уряд допомогли команді Атлантіса знайти групу відступників під проводом Акастуса Колі.
Остання зустріч Шеппарда і Колі трапилася, коли Коля спробував отримати таємницю персонального захисного поля від старого знайомого Експедиції. Шеппард запропонував Колі здатися, той відмовився. Обидва вихопили зброю, Шеппард виявився швидшим і вбив Акастуса.

## Суспільство
Дженаї знаходяться на технічному рівні, що нагадує 1940—1950 роки Землі. При цьому їхній технологічний рівень є достатнім для того, щоб Рейфи розглядали цивілізацію як потенційну загрозу. Дженаї використовують крайні заходи для захисту свого суспільства: більша частина схована в масивних підземних бункерах, спочатку побудованих як притулок від давно забутих конфліктів подібного типу. Там дженаї розробляють свої військові та нові технології в абсолютній таємниці. З першого погляду ці мешканці схожі на невеликий контингент примітивних фермерів.
Протягом багатьох років Дженаї просували вперед свою ядерну програму, але зустрілися з труднощами в процесі очищення урану до збройової якості. Згідно зі словами Коммандера Коена, проблема полягала в близькій молекулярній будові потрібного і непотрібного матеріалу. Постійний вплив нейтронного випромінювання сильно скоротив життя науковців.
По всій галактиці Дженаї відомі завдяки своїм бобам «тава», які часто продають в інших світах.
Дженаї — союзники Манаріан, цивілізації, яка, можливо, колись входила до конфедерації Дженаїв. Завдяки Манаріанам, Дженаї легко проникли в Атлантиду, але потім були змушені евакуюватися, побоюючись цунамі.